# Sinovenator
Sinovenator é um gênero de dinossauros que evoluiu durante o período Cretáceo. Seus fósseis foram encontrados em afloramentos de Lujiatun, que fazem parte da Formação Yixian, na República Popular da China, datados de há 125 milhões de anos. Os fósseis foram descritos em 2002 a partir de um esqueleto quase completo.
O nome Sinovenator significa caçador chinês, enquanto o nome específico, Sinovenator changii foi atribuído em honra da paleontóloga chinesa Meemann Chang.

## Descrição
O espécime-tipo ou holótipo do Sinovenator changii é IVPP 12615, um crânio parcial e esqueleto desarticulado.  Uma amostra adicional foi cientificamente descrita através da publicação original e se refere à espécie: um esqueleto incompleto com um crânio parcial desarticulado, numerado IVPP 12583. Ele está na coleção do Instituto de Paleontologia de Vertebrados e Paleoantropologia de Pequim, na China. No entanto, os fósseis Sinovenator parecem ser comuns nos campos Lujiatun. Em uma pesquisa de 2006 do Biota Jehol, Xu e Norell informou que centenas de espécimes não descritas são conhecidas.
Sinovenator era um troodontídeo primitivo, que compartilha características com o dromeossauro , uma das primeiros espécies fósseis a demonstrar conclusivamente a herança comum destes três grupos (conhecidas como Paraves). O Sinovenator era do tamanho de uma galinha, menos de um metro de comprimento.[carece de fontes?]